# Club Atlético Voleibol Murcia 2005
El Club Atlético Voleibol Murcia 2005 fue un equipo de voleibol de Murcia que compitió bajo el patrocinio y la denominación de Grupo 2002 Murcia. Nació en el verano de 2005 adquiriendo la plaza en la copa FEV del Gioseppo de Elche pero directamente se encarama a la Superliga Femenina por la renuncia del recién ascendido Compañía de María de Sevilla. Desapareció en 2011 a causa de las deudas económicas.
En 2006 participa por primera vez en una competición continental, la Copa Top Teams, y realiza sonoros fichajes millonarios en el mercado internacional. En septiembre de este año consigue en Miranda de Ebro su primer título oficial, la Supercopa de España, y en febrero se impone en semifinales al laureado Spar Tenerife Marichal antes de conseguir en San Sebastián de los Reyes su primera Copa de la Reina. El 11 de marzo de 2007 consigue también la Top Teams, su primera copa europea, venciendo al CSKA Moscú.
Su presidente y mecenas es el empresario de Barinas, Evedasto Lifante. Con su firma de moda EVE es también el patrocinador principal de la Superliga en la temporada 2006-2007.
En 2006 fue organizador de la Copa de la Reina de voleibol femenino.

## Palmarés

### Torneos nacionales
- 3 Superligas: 2007, 2008 y 2009
- 5 Copas de la Reina: 2007, 2008, 2009, 2010 y 2011
- 4 Supercopas de España: 2006, 2007, 2009 y 2010

### Torneos internacionales
- 1 Top Teams Cup: 2006-2007.